# 鶊山姫捨松
『鶊山姫捨松』（ひばりやまひめすてまつ）とは、文楽・歌舞伎の演目のひとつ。五段続、元文5年（1740年）2月に大坂豊竹座にて初演。並木宗輔の作。別名題『中将姫古跡の松』（ちゅうじょうひめこせきのまつ）。なお外題名については、「鶊」の字をのちに「鷓」の字としている場合がある。

## あらすじ

### 初段
（禁中の段）称徳天皇の御代のこと、淡路島の海から小さな仏像が引き上げられ、そこに住む百姓磯太夫はこれを持って都へと上り、朝廷に差し出していた。それまで見たことのない仏だったので人々は何の仏かと議論するが結論が出ない。しかしやがて横萩の右大臣豊成の息女である中将姫が呼ばれて姫に尋ねると、これは自分が夢に見た千手観音という仏であると答える。天皇はこの仏像を中将姫がいったん預かるようにと命じた。一方天皇の甥に当たる大炊の君は、三年前に淡路島に流罪となっていた。天皇は磯太夫をひそかに呼び出し大炊の君を守護するように頼み、磯太夫はそれを引き受ける。
（飛火野の段）天皇は淡路島にいる大炊の君に皇位を継がせたいと考えていたが、よこしまな長屋王子は一子春日丸に位を継がせようとしていたので、豊成に大炊の君を都へと連れてくるようひそかに命じた。その帰り道の飛火野で、豊成は自分の家臣である左京之進晴時と久米の八郎景勝にその話をし、ふたりを淡路島へと差し遣わす。
（長屋王子館の段）長屋王子は公家の藤原広嗣と、右大臣豊成の後妻である岩根御前を自邸に呼び、悪事の相談をする。岩根御前は豊成の後妻となる前に、春日丸の乳母をしていた。朝廷へ呪詛をなすにあたり、中将姫が預かり持つ観音像が邪魔なので、岩根御前はそれを姫から奪いとることを約束する。長屋王子の家に仕える女中頭の更科は、自分の部屋で膏薬売り勘六と忍びあっていたが、岩根御前はその様子を見て更科を呼び出し、その隙に勘六を脅かして自邸に伴い帰っていった。更科は広嗣に横恋慕されなんとかその場を逃れたが、勘六がいないことに気づき館を出てあとを追う。
そこへ館に急な知らせが届いた。豊成の家臣晴時と景勝が淡路島に向けて出立したのが知れたのである。長屋王子は、天皇が皇位を継がせるために大炊の君を都へ連れ戻すのに違いないと怒り、朝廷より預かっていた錦の御旗を掲げる。するとかねてより王子に味方する武士たちが大勢集まり、いまこそ朝廷に攻め寄せて皇位を奪わんとするところへ、三種の神器のひとつである八咫の鏡を持って現れたのは右大臣豊成であった。豊成は、天皇が春日丸に位を譲ることに定め、その証拠として鏡を渡しにきたのだという。王子は豊成を信用して錦の御旗を渡し兵を収め、春日丸は皇位に即くことになる。

### 二段目
（淡路島吹上浦の段）淡路島では大炊の君が磯太夫の娘おこなの引く牛に乗って浜辺を散策していると、かねてよりおこなに恋慕していた庄屋の福兵衛があらわれおこなを口説こうとする。嫌がるおこなに更に付け文をつきつけてせまるところ、都よりの早飛脚がきて長屋王子からの廻文状を渡す。福兵衛は庄屋の癖に文盲、付け文も人に代筆させていたのでおこながかわりに読まされたが、そこにはなんと大炊の君の殺害が指示されていた。おこなは大炊の君を連れてその場を逃げる。そのあと福兵衛の息子銀兵衛が来たので、福兵衛は銀兵衛に廻文状を見せて読ませるが、それは福兵衛がおこなに宛てた付け文だった。廻文状はおこなが持っていってしまったのである。
（磯太夫住家の段）家に戻ったおこなは父磯太夫に廻文状を見せる。とそこへ旅の浪人と称する侍が来て、道中でほかの侍と喧嘩となり追われているのでかくまってほしいと頼む。それをかくまうとほどなくその喧嘩の相手である侍が現れたが、磯太夫の意見により刀を収め、この家に泊まることとなる。
ところが追われていた侍が、大炊の君を連れて逃げたとおこなが言う。磯太夫は太鼓を鳴らし百姓たちを集め、追っていた侍も仲間だろうと取り押さえようとするが、侍は皆を投げのけて逃げ、百姓たちはそれを追いかける。そこへ、大炊の君を連れて行った侍が身なりを整え金子を持って再び現れた。それはじつは左京之進晴時、追っていた侍は久米の八郎景勝で、この地は長屋王子の領地なので大炊の君を素直に渡すまいと思い、仕組んだことであった。晴時はこれまで大炊の君を育んだ礼として金子を差し出し、さらに渡航のための船切手を書いてくれるように頼むが、磯太夫は騙して連れて行こうとしたのが気に入らぬと請合わない。晴時は仕方なくいったん奥へと引っ込む。すると銀兵衛がやってきて磯太夫に大炊の君を渡せといって争い、ついには切り結ぶうちに、磯太夫は深手を負うも晴時が助勢して銀兵衛を討つ。磯太夫は景勝に、船切手は以前に用意したものがあるのでそれを使い、おこなも都までともに連れて行き、晴時の養女にしてほしいという。晴時がそれを請け負うと磯太夫は事切れ、嘆くおこなを連れて晴時はその場を立ち退くのであった。

### 三段目
（豊成下屋敷の段）冬至を過ぎた宵のこと。中将姫は若党の袖岡林平になんと恋慕の心を打ち明け、酒を飲ませて自らの寝間に引き入れようとする。下屋敷を訪れそのようすを知った林平の女房は、怒って踏み込み夫を取り返そうとするが、景勝の妻で姫に仕える局の桐の谷にとめられる。桐の谷は、ここは事を荒立てず林平に手紙を書いて呼び出すのがよいとすすめるので、林平の女房は言われるままに手紙を書き桐の谷に託した。だが桐の谷はその手紙の封を切って読み、林平を大盗人と罵り問い詰める。
じつは中将姫が預かっていた千手観音は宝蔵に収めていたが、いつのまにか何者かに盗まれていた。それを詮議していたところ若党林平が怪しいとにらみ、姫に頼み心にもない恋慕を言い掛け、酒も飲ませ油断させて様子を探ろうとしたのである。しかもその女房に書かせた文にも観音像のことが書かれている。もはや逃れぬところ白状せよと迫ると、林平は刀を自分の脇腹に突っ込み、全てを話した。
若党の袖岡林平とはじつは膏薬売りの勘六、その女房というのは長屋王子の家のもと女中頭の更科であった。勘六は岩根御前に連れてゆかれそのまま仕えていたが、観音像を姫のもとから盗むようにと岩根に命じられたのである。その言葉に従って勘六は名も変え観音像を盗み、それを女房更科に持たせ王子に与する元興寺の僧玄昉に渡したのだと。だがこうして見つかり死ぬのも自業自得、この上は観音像を取り返し、姫君に戻してくれと更科に言い残し勘六は事切れた。更科はその死骸に抱きつき嘆く。
そこに豊成からの使者が来た。観音像が今日までに見つからなければ、姫は牢に入れられる約束だったのである。更科は姫に観音像は必ず取り返すと約束し、中将姫は下屋敷を出て別れるのであった。
（豊成館の段）それから数日がたった。庭には雪が降り深く積もる。中将姫は豊成館の座敷牢に閉じ込められていたが、岩根御前は姫を牢から引き出し、刃物を突きつけた。若党の袖岡林平がなぜ自害したのか問い詰めようとしたのである。もしや観音像を盗ませたのが自分と知れたのかと疑ったのだが、中将姫は事を荒立てたくないばかりに、林平は自分が恋慕していたのを聞き入れなかったので切腹させたと答えた。岩根御前はそれを聞いて安堵したが、姫を竹で作った牢に移す。
左京之進晴時の妻浮舟が、いまは千寿と名を改めた養女のおこなを伴い訪れ、岩根御前より姫が林平に不義を仕掛けて死なせたと聞き、とんでもないことと憤る。やがて岩根が奥へ入るとそこに桐の谷が現れ、桐の谷は雪の庭で浮舟と口論になりついにはつかみ合いとなるが、ふたたび岩根御前が現れふたりを引き分けさせる。広嗣が館を訪れ、悪事が露見せぬうちに姫を亡き者にしようという。岩根は姫を庭に引き出し、観音像をどこに隠したと問い、上着を引きはぎ下部に割竹で打たせる。姫は寒さと身を打たれる痛さに事切れそうな様子であるが、観音像のことは知らないと答えるばかりである。それを見ていた岩根御前はまだ責め様が手ぬるいと、自ら庭に降り、割竹を持って姫を打ち責め苛むのであった。
あまりのことに耐えかねた桐の谷は姫と岩根のあいだに割って入り、岩根の腕をねじ上げた。岩根は下部たちに助けを求めるが、岩根のことを本心では快く思っていない下部たちはその場をこそこそと逃げ出す。そこへ浮舟が桐の谷をつきのけて岩根を助け、割竹を持って桐の谷に立ち向かうが、その割竹がはずみで姫に当たり、ついに姫は絶命してしまう。岩根と広嗣はうろたえてその場を去る。
だが姫が死んだというのは偽りであった。浮舟が桐の谷と仲が悪いように見せたのも、岩根たちを欺き、姫を救い出すためだったのである。姫と桐の谷、浮舟の三人が館を出ようとすると、その後ろから豊成が声を掛ける。岩根御前のかかる非道を見過ごしにするのも、称徳天皇と大炊の君の身に危害が及ばぬようにするためであり、実の娘をこんな目にあわせて悲しくないことがあろうか。姫は鶊山に葬ったことにしてそこへ身を隠し、桐の谷浮舟は姫を守護せよと言い涙する豊成。姫は父との別れを惜しみながらも鶊山へと急ぐのであった。

### 四段目
（道行六の花あしだ）中将姫は雪の山道を、桐の谷浮舟を供にして歩み山深い鶊山へと向かう。
（長谷寺の段）豊成は岩根御前とともに長谷寺に参籠していたが、そこに豊成への勅使が訪れる。身内の密告により中将姫が死んだというのが偽りであると露見し、それを追及しにきたのである。豊成は夕暮れまでに姫の首を討って渡さなければならない羽目に陥る。淡路島より戻り豊成の供をしていた晴時と景勝は考えた末、晴時の養女である千寿を姫の身代わりにすることにした。その場にいた千寿を晴時は騙して討とうとするが、磯太夫のことも心に浮かび気後れしてなかなか討てない。だがその様子を岩根御前は見ていた。岩根は晴時と景勝に、身代わりを立てても無駄であることを遠回しに言い、またその検視には自分が赴くといってその場を去る。
もはや千寿を身代わりにすることもできず、進退窮まった晴時と景勝。夕暮れまでにはさほどの間もない。とにかくこのことを知らせに行こうと、ふたりは姫が隠れ住む鶊山へと急ぎ向かうのであった。
（鶊山隠れ家の段）鶊山へと駆けつけた晴時と景勝は、姫に仕える桐の谷と浮舟に事情を知らせるも、やはりほかに考えが浮かばない。致し方なく苦肉の策として、この上は桐の谷と浮舟のいずれかを姫の身代わりに立てようということになった。桐の谷と浮舟はそれを了承していったん奥へと入る。
やがて隠れ家に岩根御前がやってきた。晴時と景勝はこれを出迎える。岩根が姫を呼び出せというと、綿帽子をかぶった姫が奥より現れ、晴時が刀を抜いて首を討とうとする。だが岩根は待てと止め、それは晴時の妻浮舟だろうと見破る。すると今度は景勝がこれも綿帽子に死装束の姫を伴い奥より出て、姫を斬ろうとするも晴時が家来の身でお主を討つつもりかと争う。しかしそれを見ていた岩根御前、その手も食わぬと姫にかけより綿帽子をひったくるとそれは桐の谷で、結局身代わりは全て見破られてしまった。
とそこへあらわれたのは更科であった。観音像を取り戻し届けに来たのである。観音像が戻ったことを皆は喜ぶが、岩根御前は観音像が戻っても姫が死んだといって朝廷を謀った罪は消えぬと、観音像を納めた厨子を足蹴にする。それを見てもう許さぬと桐の谷浮舟が岩根に斬りかかるも、岩根は厨子で刀をかわそうとする。すると厨子が割れ、中から出てきたのは観音像にあらずして千寿の切首。あまりのことに、更科を除いて皆は唖然とする。岩根は怒って更科に襲い掛かるが、更科はそれをかわしてついには岩根の脇腹に刀を突っ込む。観音像を盗んだことにより夫の林平こと勘六は腹を切って死なねばならなくなった。それというのも盗ませるようにしたお前のせい、今こそ思い知れと更科はなおも刀で抉ろうとするが、晴時と景勝はそれをひとまず留め、この上は今までなした悪事を悔い改心し、極楽へ行くよう岩根に勧める。だが岩根は、思いもよらぬことを打ち明けた。それは…
岩根は、じつはあの淡路島の磯太夫のもと妻であり、千寿ことおこなとはその実の娘だったのである。十三年前、岩根は磯太夫とは夫婦仲が悪くなって離縁され、まだ三つのおこなを残し島を出た。その後都に上って長屋王子の館で乳母奉公するようになり、さらに豊成の後妻となった。だが国に残してきた娘おこなのことを忘れたことはなく、どうにかして先妻の娘である中将姫を亡き者にし、かわりに自分の娘を呼び寄せ、横萩の家の跡取りとしたいと考えていたところ、折よく晴時の養女として都へ来たのを自分の傍に置いていたのだと。その大切なわが子を死なせてなんの極楽往生か、魂魄この世にとどまって、中将姫に仇をなさずにおくものかと言い残し息絶えた。千寿は自分が岩根御前の実の娘であることを知って母の悪事を悲しみ、自害したのであった。
岩根が死んで皆安堵するところに、中将姫が山に花を見に行くという。岩根御前が死んだので花見どころではない、せめて一遍の回向をと姫の姿を見ると、なんと剃髪して着る物も墨染の衣、手には数珠の尼姿である。皆はこの姿を見て涙が止まらなかった。中将姫は岩根御前を見てこの世の争いから逃れるため、世を捨てて當麻寺に入ることにしたのである。更科もその場で髪を切って尼となり、また桐の谷浮舟も姫にそのまま仕えることになった。中将姫は三人の女たちを連れて隠れ家を出る。晴時と景勝は念仏を唱えながらそのあとを見送り、姫たち四人も念仏を唱えながら、当麻寺へと向かうのであった。

### 五段目
（当麻寺の段）当麻寺に入った中将姫は、岩根御前の菩提を弔うためにと、蓮の糸で以って曼荼羅を織る。そこに蛇や岩根の亡霊と思しき異形の者があらわれ姫を悩ませるが、豊成や晴時景勝が来て異形の者を取り押さえる。見るとその正体は、王子に与する元興寺の僧玄昉であった。なぜこんなことをしたかと問い詰めると、いったんは手に入れた観音像を奪われ邪法を破られたので、その無念さに蛇も用意して中将姫に仕返ししようとしたのであると。だがさらに、じつは豊成たちが称徳天皇と大炊の君をこの寺にかくまっているのを自分が知らせたので、やがて長屋王子の軍勢がこの寺に攻めてくるのだという。
はたして王子に味方する武士たちが攻め込んできたが、豊成はかねて所持の錦の御旗を立て翻し、この旗を攻めるとは朝敵となるつもりかと呼びかけると、武士たちは御旗の威光に恐れ、いっせいに豊成側へと寝返った。だが王子はなおも自分に襲い掛かる軍勢を殺して暴れまくる。晴時と景勝が王子にかかるも危うく見えたが、大炊の君が王子に向かって矢を放つと矢は王子の眉間に刺さり、ひるんだところを晴時景勝がとりおさえた。そして首を切ろうとしたが大炊の君がそれを止め、長屋王子は流罪に処せと命じ、御代はめでたく収まるのであった。

## 解説
中将姫伝説をもとにした演目であり、中将姫のことはこの『鶊山姫捨松』の初演以前に謡曲や古浄瑠璃、また近松門左衛門の作とされる『当麻中将姫』などで取り上げられている。継母が先妻の娘を苛むといういわゆる「継子いじめ」の話は、『落窪物語』や御伽草子の『鉢かづき』にも見られるが、本作の特色は初演当時につけられた角書き「大和女（やまとむすめ）/四国女（しこくむすめ）」でもわかるように、その継母に実の娘がいて、それが「継子いじめ」の背景となっているということである（もっとも自分が生んだ娘のために、継母が中将姫を迫害することは『当麻中将姫』にすでに見られる）。現在では文楽、歌舞伎とも三段目の中将姫が岩根御前に雪中で責められる「中将姫雪責め」の場面しか上演の機会を得ないが、全体を通して読むと岩根御前が単なる悪役には納まらない人物であることが知られるのである。
岩根は義理の娘の中将姫を激しく憎んだのも、全ては実の娘おこなを思うあまりの行動であったと最期に告白する。それは長屋王子の家の乳母となり、そして右大臣豊成という高位の公家の奥方と呼ばれるまでに出世はしたものの、なおも国に置いてきた娘のことを思い、これも身の立つように計らいたいと願う親心だった。だが所詮悪に加担して成そうとするその愛情は歪んだものであり、結局娘はそれを悲しみ自害してしまう。ある意味自業自得であり、岩根が事切れたときも人々はこの告白を聞いて涙する事なく、その死に安堵するだけである。しかしこの岩根の性格は、数ある文楽・歌舞伎の演目の中に出てくる人物としては類型を越えている。浄瑠璃や歌舞伎で悪と見做される人物が、いろいろなきっかけで善に立ち返ることを「もどり」というが、この岩根御前は最後まで「もどり」とはならずに中将姫を呪いながら死んでゆくからである。
またもうひとつの特色としては「身代わりの否定」ともいうべき作劇の展開である。四段目の長谷寺で、晴時と景勝がいったんは千寿を姫の身代わりとしようとしたときに、次のようなやり取りがある。
（景勝）「なんと晴時とても姫君は討たれぬ…高うはいはれぬが、身代りはどうであろうぞいのう」
（晴時）「サアおれもそうは思ひ付いたれども、これまでに手を変へ品を変へ様々の身代り、しつくして仕様がない。どう思ひ廻しても身代りは古い古い」
わが子や妻を犠牲にして主を助ける「身代り」の趣向は、この作が初演されたころにはすでにマンネリとなっていた。ゆえにあの『菅原伝授手習鑑』の「寺子屋」で見せたような身代りの作劇は、「しつくして仕様がない」ということになり、またせっかく身代りになってもそれが無駄になるという展開が見られるようになるのである。それがまさに四段目の隠れ家で、浮舟と桐の谷が姫の身代りに命を捨てようとして岩根御前に見破られるという場面に現れている。千寿ことおこなが自害してその首がもたらされるのも、姫の身代りというよりも岩根の良心に訴えかけるためのものとして用意されているといってよい。すなわち結果として、実の娘が命を捨てて親の悪事を諌める話になっているのである。この『鶊山姫捨松』は、現行の文楽・歌舞伎で上演の絶えた場面に注目する時、単なる「継子いじめ」の芝居というにとどまらぬ内容を持っているといえよう。ほかには直接ではないが、二段目の庄屋福兵衛が文盲ゆえに文を取り違え、息子の銀兵衛に自分の付け文を読ませて恥をかく趣向は、『隅田川続俤』の法界坊が永楽屋のおくみに付け文を渡そうとして、これも恥をかく場面に残されている。

## 『中将姫古跡の松』
『鶊山姫捨松』は初演以降しばらく上演が途絶え、人形浄瑠璃で再び上演されるようになったのは寛政9年（1797年）2月、大坂道頓堀東の芝居においてであった。この時『中将姫古跡の松』と外題を改め、三段目だけが上演された。以後も三段目だけの上演となり、『中将姫古跡の松』の外題も上演に際して多く使われている。その三段目も現在は「豊成館」の後半に当たる「中将姫雪責め」の段が上演されるのみである。
歌舞伎では宝暦10年（1760年）の大坂天満天神境内の芝居に、『鷓山姫捨松』の外題で三段目のみを上演したのが古い例として知られる。その後天明5年（1785年）の大坂北新地の芝居では初段から三段目までに当たる場面を上演しているが、これは原作の内容をいくらか書き替えたものであったらしい。なお嘉永5年（1852年）の11月に江戸市村座で『鶊山姫捨松』が上演されているが、絵本番付や役割を見るとこれも内容の大きく異なる書替え物と考えられる。
現在歌舞伎で上演されるのは、明治17年（1884年）2月の東京春木座で上演された『中将姫当麻縁起』のうちの一幕に当たるものがもとになっており、三代目河竹新七が三段目雪責めの場面を脚色したものである。ただしこのときの役名は中将姫が中静姫、岩根御前が照日の前となっていた。のちに明治20年（1887年）に五代目中村歌右衛門（当時中村福助）が再び役名を中将姫に戻して演じた。五代目歌右衛門はこの芝居をできる限り高尚に演じることを心がけ、この中将姫を仏の化身のつもりで、普通の女のように演じてはならないと述べている。以後六代目歌右衛門も演じているが、現在では歌舞伎での上演回数は決して多いとはいえない。